# Pachypleurum aemulans
Pachypleurum aemulans är en flockblommig växtart som beskrevs av Jevgenij Korovin. Pachypleurum aemulans ingår i släktet Pachypleurum och familjen flockblommiga växter. Inga underarter finns listade i Catalogue of Life.